# Félix Louis L’Herminier
Félix Louis L’Herminier (* 18. Mai 1779 in Paris; † 25. Oktober 1833 ebenda) war ein französischer Apotheker und Naturforscher.

## Leben
L’Herminier wurde 1779 im aristokratisch geprägten Pariser Stadtteil quartier des Tuileries als Sohn von Jean-François L’Herminier und dessen Frau Geneviève-Victoire Bocquet geboren, über seine Kindheit ist wenig bekannt. Im Alter von 16 Jahren begann er in seiner Heimatstadt ein Studium der Chemie und der Naturgeschichte, das er später in einem Krankenhaus in Lille fortsetzte.
1798 reiste er im Auftrag des Direktoriums nach Guadeloupe, wo er zunächst als Apotheker tätig war. In den Jahren 1801 und 1802 lebte er auf der kleinen Insel Marie-Galante. Während seines Aufenthalts auf den Inseln beschäftigte sich L’Herminier eingehend mit Untersuchungen der örtlichen Flora und Fauna. Zur Zeit der Restauration war L’Herminier aus politischen Gründen gezwungen Guadeloupe zu verlassen und sich zwischen 1815 und 1816 auf der zu dieser Zeit schwedischen Insel Saint Barthélemy niederzulassen. Im Anschluss reiste er nach South Carolina, wo er in Charleston als erster Kurator im städtischen Museum für Naturgeschichte tätig war. 1819 kehrte er noch einmal für ein Jahrzehnt nach Guadeloupe zurück, wo er den Posten des Direktors des Jardin Botanique de Basse-Terre übernahm. In dieser Position erforschte er die Möglichkeiten zur Einführung und Akklimatisierung neuer Arten von Reptilien nach Guadeloupe. Unter den Arten, mit denen er sich beschäftigte, befanden sich unter anderem die Stachelrand-Gelenkschildkröte und die Stutz-Gelenkschildkröte sowie die  Westafrikanische Klappbrust-Pelomedusenschildkröte (Pelusios castaneus). 1829 kehrte er endgültig nach Frankreich zurück.
L’Herminier zeugte in seinem Leben zehn Kinder, darunter den ebenfalls als Arzt und Naturforscher auf Guadeloupe tätigen Sohn Ferdinand Joseph L’Herminier (1802–1866). Er starb 1833 in seinem Geburtsort Paris.

## Werk
Félix Louis L’Herminier ist der Verfasser einer großen Anzahl von Schriften, die sich hauptsächlich mit den Themenbereichen Ornithologie, Geologie, Herpetologie und Botanik im Zusammenhang mit der Insel Guadeloupe befassen. Unter anderem erstellte er eine systematische Nomenklatur einheimischer und exotischer Bäume und Pflanzen auf Guadeloupe. Darüber hinaus existieren von ihm viele bislang unveröffentlichte Schriften, die vor allem im Muséum national d’histoire naturelle in Paris aufbewahrt werden.

## Ehrungen und Widmungen
Bereits im Jahr 1819 erhielt L’Herminier den Titel eines „königlichen Naturforschers“. Darüber hinaus wurde auf Guadeloupe der Berggipfel Piton L’Herminier nach ihm und seiner Familie benannt. Die Artepitheta verschiedener Spezies wurden ebenfalls als Ehrung für L’Herminiers Lebenswerk vergeben. Dazu gehören der Schuppensturmtaucher (Puffinus lherminieri) und der Guadeloupespecht (Melanerpes herminieri). 1832 widmeten ihm Jean Baptiste Antoine Guillemin und George Samuel Perrottet die Gattung Herminiera.